# Гуамаль (Магдалена)
Гуамаль (исп. Guamal) — город и муниципалитет на севере Колумбии, на территории департамента Магдалена.

## История
До испанского завоевания на территории Гуамаля проживали представители индейского племени чимилов. Поселение, из которого позднее вырос город, было основано в 1747 году. Муниципалитет Гуамаль был выделен в отдельную административную единицу в 1886 году.

## Географическое положение

Муниципалитет Гуамаль

Город расположен в южной части департамента, на правом берегу реки Магдалены, на расстоянии приблизительно 228 километров к югу от Санта-Марты, административного центра департамента Магдалена. Абсолютная высота — 12 метров над уровнем моря.

Муниципалитет Гуамаль граничит на севере и северо-западе с муниципалитетом Сан-Себастьян-де-Буэнависта, на юго-востоке — с муниципалитетом Эль-Банко, на юго-западе — с территорией департамента Боливар, на северо-востоке — с территорией департамента Сесар. Площадь муниципалитета составляет 565 км².

## Население
По данным Национального административного департамента статистики Колумбии, совокупная численность населения города и муниципалитета в 2015 году составляла 27 253 человека.
Динамика численности населения муниципалитета по годам:
| 2005   | 2006   | 2007   | 2008   | 2009   | 2010   | 2011   | 2012   | 2013   | 2014   |
| ------ | ------ | ------ | ------ | ------ | ------ | ------ | ------ | ------ | ------ |
| 25 508 | 25 630 | 25 744 | 25 877 | 26 034 | 26 206 | 26 389 | 26 592 | 26 803 | 27 024 |

Согласно данным переписи 2005 года мужчины составляли 52,6 % от населения Гуамаля, женщины — соответственно 47,4 %. В расовом отношении белые и метисы составляли 89,8 % от населения города; негры, мулаты и райсальцы — 10,2 %.
Уровень грамотности среди всего населения составлял 82,7 %.

## Экономика
Основу экономики Гуамаля составляет сельскохозяйственное производство.

46,9 % от общего числа городских и муниципальных предприятий составляют предприятия торговой сферы, 44,4 % — предприятия сферы обслуживания, 6,3 % — промышленные предприятия, 2,4 % — предприятия иных отраслей экономики.

## Транспорт
Через город проходит национальное шоссе № 78 (исп. Ruta Nacional 78).